# Гражданска конституция на духовенството
Гражданската конституция на духовенството (на френски: „Constitution civile du clergé“) е закон, приет от Учредителното събрание на 12 юли 1790 г. по време на Френската революция, който непосредствено подчинява католическата църква във Франция на светската власт.
По-ранните законови актове вече са уредили конфискацията на земевладенията на католическата църква и забранили монашеските обети. Този нов закон завършва унищожаването на монашеските ордени, като поставя извън закона „всички редовни и светски институции за двата пола, абатствата и приоратите“. Той се стреми да уреди хаоса, причинен от по-ранната конфискация на църковните земи и премахването на десятъка.  Гражданската конституция на духовенството регулира заварените епархии, така че те да станат по-еднакви и да се приведат в съответствие с административните области, създадени скоро преди това.  Според нея служителите на църквата не могат да поемат никакви ангажименти извън Франция, по-специално спрямо папството (поради голямата сила и влияние, което притежава). И накрая, Гражданската конституция на духовенството постановява провеждането на избор на епископите и свещениците. С това духовенството губи голяма част от властта да управлява църковните дела и става подчинена на хората, които гласуват за свещеника и епископите, вместо те да бъдат назначавани съгласно църковната йерархия.
Гражданската конституция на духовенството е приета и благодарение на подкрепата на фигури, част от църквата, като свещеникът и парламентарист Пиер Клод Франсоа Дауну и преди всичко революционният свещеник Анри Грегоар, който е първият френски католически свещеник, положил задължителната клетва. Крал Луи XVI първоначално се противопоставя, но в крайна сметка одобрява закона.

## Предистория
Още преди Революцията католическата църква във Франция (Галиканската църква) има статут, при който се наблюдава тенденция за подчинение на Църквата на държавата. Съгласно Декларацията за духовенството на Франция (1682 г.) привилегиите на френския монарх включват правото да свиква църковни съвети в своите владения и да приема закони и разпоредби, засягащи църковните въпроси на Галиканската църква или да прибягва до „апел срещу злоупотреба „(“ appel comme d'abus „) срещу актове на църковната власт.
Следните събития предшестват приемането на гражданската конституция на духовенството: 
- На 11 август 1789 г. е премахнат десятъкът.
- На 2 ноември 1789 г. имуществото на католическата църква, служещо за генериране на църковни приходи, е национализирано и е използвано като обезпечение за асигнатите.
- На 13 февруари 1790 г. монашеските обети са забранени и са разпуснати всички църковни ордени и конгрегации, с изключение на посветените на обучението на деца и грижи за болните.
- На 19 април 1790 г. управлението на всички останали църковни имоти е прехвърлено на държавата.

## Мотиви
Следните взаимосвързани фактори вероятно стоят в основата на агитацията за конфискация на църковните земи и за приемането на Гражданската конституция на духовенството: 
1. Френското правителство през 1790 г. е почти фалирало; тази фискална криза е първопричината за свикването на Генералните щати през 1789 г. от краля.
2. Църквата притежава около 6% от земята във Франция. [6] Освен това Църквата събира десятък.
  - Църквата използва земята, която притежава, за множество цели, които включват построяване и издръжка на църкви, манастири, училища, болници и други заведения, които обслужват народа на Франция. [7]
3. Отчасти поради злоупотреби с тази система (особено за покровителство), у населението има огромно недоволство, което приема различни форми: атеизъм, антиклерикализъм и антикатолицизъм.
4. Много от революционерите разглеждат католическата църква като ретроградна сила.
5. В същото време има достатъчно подкрепа за християнството, основно в католическата му форма, и че е необходимо да се осигурят средства за финансиране на Църквата във Франция.

## Резюме на документа
- Документът започва с увод защо е написан.
- Дял I се фокусира върху епархиите и как те трябва да бъдат администрирани.
- Дял II се фокусира върху управлението на епархиите и как трябва да се проведат изборите.
- Дял III се фокусира върху заплащането, тъй като духовенството става платен служител на държавата. [8]
- Дял IV се фокусира върху изискванията за настаняване на епископите, енорийските свещеници и кюретата.

Новоизбраните епископи и свещеници трябва да се закълнат в лоялност към държавата с много по-силни термини, отколкото към която и да е религиозна доктрина. Дори в това революционно законодателство има силни остатъци от галиканския роялизъм.

## Задължителна клетва
В Гражданската конституция на духовенството фигурира клауза, която изисква всеки член на духовенството да положи клетва, в която да се посочи предаността му към Франция.  Клетвата е основно клетва за вярност и изискваше всеки свещеник да направи публичен избор дали вярва или не, че френският народ има власт по всички религиозни въпроси.  Това е много противоречиво, защото много духовници вярват, че не могат да поставят лоялността си към Франция преди лоялността си към Бог. Ако духовник откаже да положи клетвата за вярност, той оспорва Гражданската конституция на духовенството и легитимността на събранието, което я е приело. Към 16 януари 1791 г. приблизително 50% от лицата, необходими за полагане на клетвата, са я положили, а останалите изчакват папа Пий VI да даде инструкции, тъй като той не е решил как духовенството трябва да отговори на изискването. Важно е да се отбележи, че само седем епископи в цяла Франция полагат клетва.  През март 1791 г. папа Пий VI окончателно се произнася, че клетвата противоречи на вярванията на Църквата. По този начин се оформят две групи свещеници: „заклети“ и „незаклети“ въз основа на това дали са положили клетва или не. Папата осъжда тези, които са положили клетва, и стига дотам, че ги нарича абсолютно отделени от църквата.  Освен това, папата изразява неодобрение и укорява крал Луи XVI че е подписал изискването да бъде положена клетва. Освен че не получава подкрепа от приблизително 50% от духовенството, клетвата не се харесва и на част от населението на Франция. Хората, които са против нея, твърдят, че Революцията унищожава тяхната „истинска“ вяра и това се вижда и в двете групи, сформирани поради отношението към клетвата. Онези, според които Революцията води до унищожаването на тяхната „истинска“ вяра, застават на страната на „незаклетите“, а тези, които вярват, че светското правителство трябва да ръководи религията, застават на страната на „заклетите“.
Учредителното събрание приема Гражданската конституция на 12 юли 1790 г., два дни преди годишнината от щурма на Бастилията. На Празника на Федерацията (Fête de la Fédération) Талейран и триста свещеници отслужват литургия пред „олтара на нацията“, издигнат на Марсово поле, украсени с трицветни колани над свещеническите си одежди и призовавайки Божията благословия върху Революцията.
Въстанието във Вандея през 1793 г. е повлияно в значителна степен от подкрепата на благочестивото население към незаклетите свещеници.

## Отмяна
След термидорианския преврат Конвентът отменя Гражданската конституция на духовенството. Разколът между гражданско конституираната френска църква и папството обаче е разрешен едва с Конкордата от 1801 г. Конкордатът е сключен на 15 юли 1801 г. и е широко оповестен на следващата година, на Великден.  Това е споразумение, постигнато между Наполеон Бонапарт и представители на духовни и папски служби от Рим и Париж, което определя ролята и статута на Римокатолическата църква във Франция. То приключва църковните реформи, предприети в хода на революцията. Споразумението също така дава на първия консул (Наполеон) властта и правото да номинира епископите, да преразпределя настоящите енории и епископии и дава възможност за създаване на семинарии. В опит да угоди на Пий VII е договорено да се осигурят подходящи заплати за епископите и кюретата и той да одобрява придобиването на църковни земи.